# Wyższa Szkoła Muzyki, Teatru i Mediów w Hanowerze

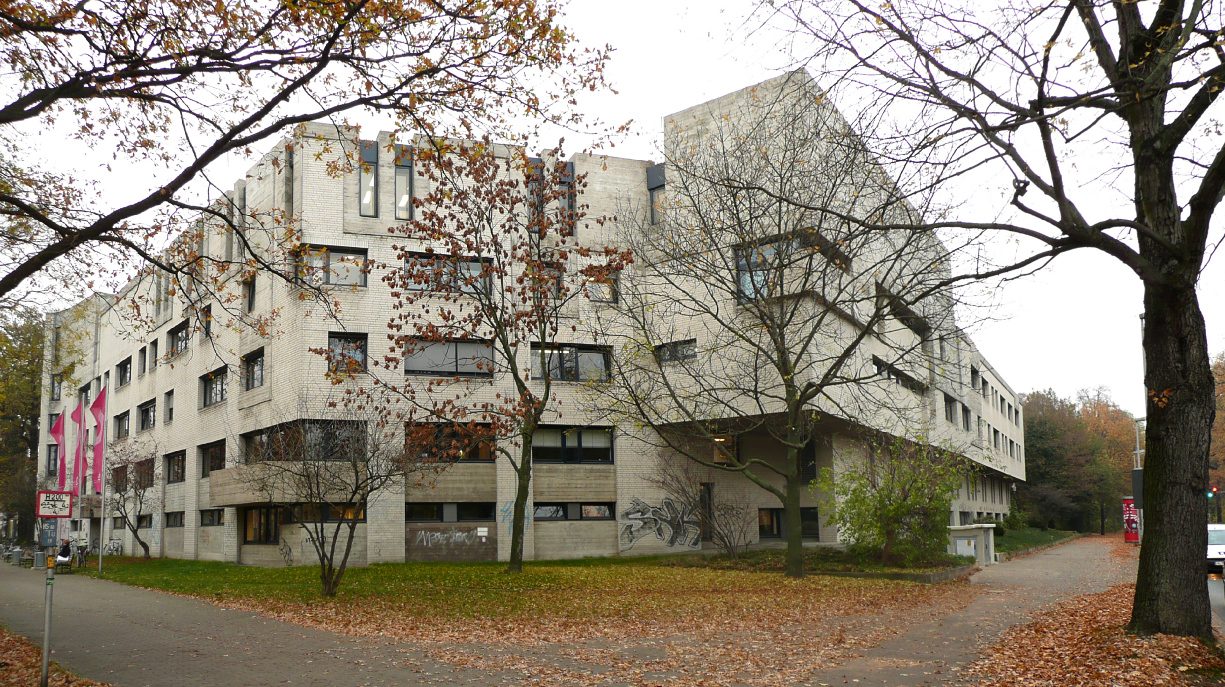
Wyższa Szkoła Muzyki, Teatru i Mediów w Hanowerze

Wyższa Szkoła Muzyki, Teatru i Mediów w Hanowerze (niem. Hochschule für Musik, Theater und Medien Hannover, w skrócie HMTMH) – publiczna uczelnia artystyczno-naukowa w Hanowerze w Dolnej Saksonii w Niemczech.
Historia uczelni sięga 1897 roku, od kiedy zaczęło działać prywatne Konserwatorium Muzyczne. W 1911 r. zmieniło nazwę na Miejskie Konserwatorium, a w 1943 na Landesmusikschule. W trakcie II wojny światowej budynek uczelni został zniszczony. W 1950 r. Landesmusikschule połączyła się z prywatną Hanowerską Szkołą Dramatyczną (Hannoversche Schauspielschule), tworząc Akademię Muzyki i Teatru (Akademie für Musik und Theater). W 1958 r. uzyskała ona status Hochschule. W latach 1962–2010 nosiła nazwę Hochschule für Musik und Theater Hannover, w skrócie: Musikhochschule Hannover.
Od 2010 roku po kolejnej zmianie nazwy rektorem Wyższej Szkoły Muzyki, Teatru i Mediów jest Susanne Rode-Breymann. W roku 2013 uczelnia liczyła około 1443 studentów, 361 nauczycieli w 33 kursach dla muzyków, aktorów, nauczycieli muzyki, muzykologów i specjalistów od mediów muzycznych.
Główny, nowoczesny budynek uczelni został zaprojektowany specjalnie na potrzeby instytucji artystycznej. Kształt budynku układa się w zarys ucha ludzkiego, który znalazł się też w logo uczelni.